# Temporada 2000 de la CART World Championship Series
La temporada 2000 de la CART World Championship Series es la número 22 de la Championship Auto Racing Teams, que constó de 20 carreras, comenzando en Homestead, Florida el 26 de marzo y terminando en Fontana, California el 30 de octubre de 2000. El campeón de pilotos fue Gil de Ferran, mientras que el Novato del Año fue Kenny Bräck.

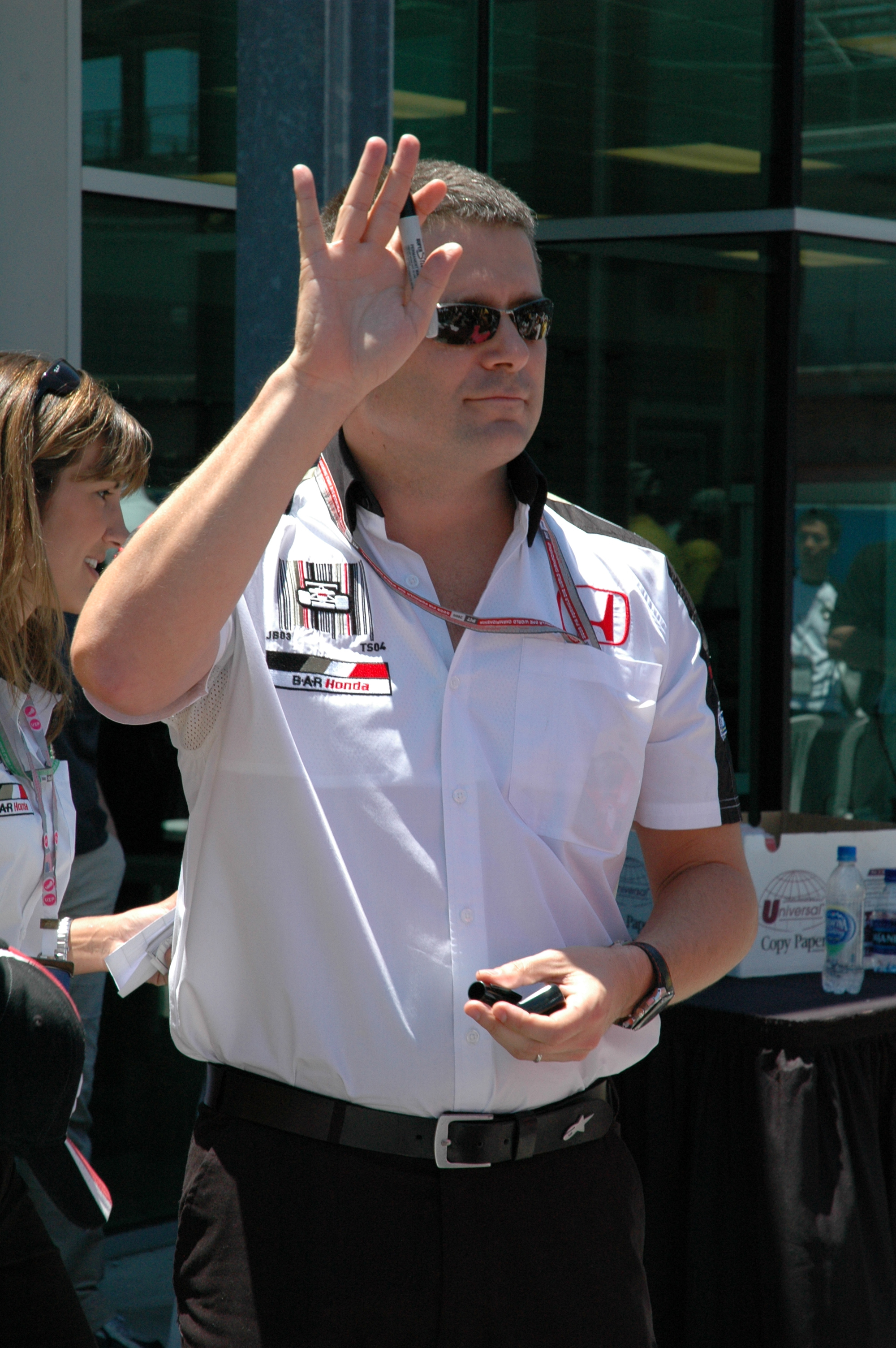
Gil de Ferran se convirtió en el campeón de la temporada 200 de la FedEx CART World Championship Series.

## Pilotos y equipos
| Equipo                  | Chasis      | Motor            | Neumático | N.º | Piloto(s)            | Rondas     |
| ----------------------- | ----------- | ---------------- | --------- | --- | -------------------- | ---------- |
| Chip Ganassi Racing     | Lola B2K/00 | Toyota RVA       | F         | 1   | Juan Pablo Montoya   | Todas      |
| Chip Ganassi Racing     | Lola B2K/00 | Toyota RVA       | F         | 12  | Jimmy Vasser         | Todas      |
| Team Penske             | Reynard 2KI | Honda HRK        | F         | 2   | Gil de Ferran        | Todas      |
| Team Penske             | Reynard 2KI | Honda HRK        | F         | 3   | Hélio Castroneves    | Todas      |
| Walker Motorsport       | Reynard 2KI | Honda HRK        | F         | 5   | Shinji Nakano (R)    | 1, 4-20    |
| Walker Motorsport       | Reynard 2KI | Honda HRK        | F         | 5   | Bryan Herta          | 2-3        |
| Newman/Haas Racing      | Lola B2K/00 | Ford-Cosworth XF | F         | 6   | Michael Andretti     | Todas      |
| Newman/Haas Racing      | Lola B2K/00 | Ford-Cosworth XF | F         | 11  | Christian Fittipaldi | Todas      |
| Team Rahal              | Reynard 2KI | Ford-Cosworth XF | F         | 7   | Max Papis            | Todas      |
| Team Rahal              | Reynard 2KI | Ford-Cosworth XF | F         | 8   | Kenny Bräck (R)      | Todas      |
| Team Rahal              | Reynard 2KI | Ford-Cosworth XF | F         | 91  | Casey Mears (R)      | 20         |
| Della Penna Motorsports | Reynard 2KI | Toyota RVA       | F         | 10  | Norberto Fontana (R) | 1-10       |
| Della Penna Motorsports | Reynard 2KI | Toyota RVA       | F         | 10  | Memo Gidley          | 11-18, 20  |
| Della Penna Motorsports | Reynard 2KI | Toyota RVA       | F         | 10  | Jason Bright (R)     | 19         |
| Bettenhausen Racing     | Lola B2K/00 | Ford-Cosworth XF | F         | 16  | Michel Jourdain, Jr. | Todas      |
| PacWest Racing          | Reynard 2KI | Mercedes IC 108E | F         | 17  | Maurício Gugelmin    | Todas      |
| PacWest Racing          | Reynard 2KI | Mercedes IC 108E | F         | 18  | Mark Blundell        | Todas      |
| Dale Coyne Racing       | Lola B2K/00 | Ford-Cosworth XF | F         | 19  | Takuya Kurosawa (R)  | 1-11       |
| Dale Coyne Racing       | Lola B2K/00 | Ford-Cosworth XF | F         | 19  | Gualter Salles       | 12-14      |
| Dale Coyne Racing       | Lola B2K/00 | Ford-Cosworth XF | F         | 19  | Alex Barron          | 15-20      |
| Dale Coyne Racing       | Lola B2K/00 | Ford-Cosworth XF | F         | 34  | Gualter Salles       | 1-3        |
| Dale Coyne Racing       | Swift 011.c | Ford-Cosworth XF | F         | 34  | Tarso Marques        | 4-20       |
| Patrick Racing          | Reynard 2KI | Ford-Cosworth XF | F         | 20  | Roberto Moreno       | Todas      |
| Patrick Racing          | Reynard 2KI | Ford-Cosworth XF | F         | 40  | Adrián Fernández     | Todas      |
| Arciero Racing          | Reynard 2KI | Mercedes IC 108E | F         | 25  | Luiz Garcia, Jr.     | Todas      |
| Team Green              | Reynard 2KI | Honda HRK        | F         | 26  | Paul Tracy           | Todas      |
| Team Green              | Reynard 2KI | Honda HRK        | F         | 27  | Dario Franchitti     | Todas      |
| Forsythe Racing         | Reynard 2KI | Ford-Cosworth XF | F         | 32  | Patrick Carpentier   | 1, 5-20    |
| Forsythe Racing         | Reynard 2KI | Ford-Cosworth XF | F         | 32  | Memo Gidley          | 2-4        |
| Forsythe Racing         | Reynard 2KI | Ford-Cosworth XF | F         | 33  | Alex Tagliani (R)    | Todas      |
| Forsythe Racing         | Reynard 2KI | Ford-Cosworth XF | F         | 77  | Bryan Herta          | 16         |
| Mo Nunn Racing          | Reynard 2KI | Mercedes IC 108E | F         | 55  | Tony Kanaan          | 1-7, 11-20 |
| Mo Nunn Racing          | Reynard 2KI | Mercedes IC 108E | F         | 55  | Bryan Herta          | 8-10       |
| PPI Motorsports         | Reynard 2KI | Toyota RVA       | F         | 96  | Oriol Servià (R)     | Todas      |
| PPI Motorsports         | Reynard 2KI | Toyota RVA       | F         | 97  | Cristiano da Matta   | Todas      |

## Calendario
| Rnd | Título de la carrera                                     | Circuito                          | Ciudad                        | Fecha            |
| --- | -------------------------------------------------------- | --------------------------------- | ----------------------------- | ---------------- |
| 1   | Marlboro Grand Prix of Miami Presented by Toyota         | Homestead-Miami Speedway          | Homestead, Florida            | 26 de marzo      |
| 2   | Toyota Grand Prix of Long Beach                          | Streets of Long Beach             | Long Beach, California        | 16 de abril      |
| 3   | Rio 200                                                  | Autódromo de Jacarepaguá          | Río de Janeiro, Brasil        | 30 de abril      |
| 4   | Firestone Firehawk 500                                   | Twin Ring Motegi                  | Motegi, Japón                 | 14 de mayo       |
| 5   | Bosch Spark Plug Grand Prix Presented by Toyota          | Nazareth Speedway                 | Nazareth, Pensilvania         | 27 de mayo†      |
| 6   | Miller Lite 225                                          | Milwaukee Mile                    | West Allis, Wisconsin         | 5 de junio       |
| 7   | Tenneco Automotive Grand Prix of Detroit                 | The Raceway on Belle Isle Park    | Detroit, Míchigan             | 18 de junio      |
| 8   | Freightliner/G.I. Joe's 200 Presented by Texaco          | Portland International Raceway    | Portland, Oregón              | 25 de junio      |
| 9   | The Marconi Grand Prix of Cleveland Presented by Firstar | Cleveland Burke Lakefront Airport | Cleveland, Ohio               | 2 de julio       |
| 10  | Molson Indy Toronto                                      | Exhibition Place                  | Toronto, Ontario              | 16 de julio      |
| 11  | Michigan 500 Presented by Toyota                         | Michigan International Speedway   | Brooklyn, Míchigan            | 23 de julio      |
| 12  | Target Grand Prix Presented by Energizer                 | Chicago Motor Speedway            | Cicero, Illinois              | 30 de julio      |
| 13  | Miller Lite 200                                          | Mid-Ohio Sports Car Course        | Lexington, Ohio               | 13 de agosto     |
| 14  | Motorola 220                                             | Road America                      | Elkhart Lake, Wisconsin       | 20 de agosto     |
| 15  | Molson Indy Vancouver                                    | Circuito callejero de Vancouver   | Vancouver, Columbia Británica | 3 de septiembre  |
| 16  | Honda Grand Prix of Monterey Featuring The Shell 300     | Mazda Raceway Laguna Seca         | Monterey, California          | 10 de septiembre |
| 17  | Motorola 300                                             | Gateway International Raceway     | Madison, Illinois             | 17 de septiembre |
| 18  | Texaco/Havoline Grand Prix of Houston                    | Circuito callejero de Houston     | Houston, Texas                | 1 de octubre     |
| 19  | Honda Indy 300                                           | Surfers Paradise Street Circuit   | Surfers Paradise, Australia   | 15 de octubre    |
| 20  | Marlboro 500 Presented By Toyota                         | California Speedway               | Fontana, California           | 30 de octubre    |

     Óvalo
     Circuito permanente/Circuito callejero
† La ronda de Nazareth fue inicialmente programado como la segunda fecha de la temporada en el 9 de abril, pero la nieve causó la postergación de la carrera.

## Resultados

### Carreras
| N.º | Título de la carrera                                     | Pole position      | Vuelta más rápida  | Piloto ganador       | Equipo ganador      |
| --- | -------------------------------------------------------- | ------------------ | ------------------ | -------------------- | ------------------- |
| 1   | Marlboro Grand Prix of Miami Presented by Toyota         | Gil de Ferran      | Juan Pablo Montoya | Max Papis            | Team Rahal          |
| 2   | Toyota Grand Prix of Long Beach                          | Gil de Ferran      | Gil de Ferran      | Paul Tracy           | Team Green          |
| 3   | Rio 200                                                  | Alex Tagliani      | Alex Tagliani      | Adrián Fernández     | Patrick Racing      |
| 4   | Firestone Firehawk 500                                   | Juan Pablo Montoya | Juan Pablo Montoya | Michael Andretti     | Newman/Haas Racing  |
| 5   | Bosch Spark Plug Grand Prix Presented by Toyota          | Juan Pablo Montoya | Hélio Castroneves  | Gil de Ferran        | Team Penske         |
| 6   | Miller Lite 225                                          | Juan Pablo Montoya | Juan Pablo Montoya | Juan Pablo Montoya   | Chip Ganassi Racing |
| 7   | Tenneco Automotive Grand Prix of Detroit                 | Juan Pablo Montoya | Hélio Castroneves  | Hélio Castroneves    | Team Penske         |
| 8   | Freightliner/G.I. Joe's 200 Presented by Texaco          | Hélio Castroneves  | Kenny Bräck        | Gil de Ferran        | Team Penske         |
| 9   | The Marconi Grand Prix of Cleveland Presented by Firstar | Roberto Moreno     | Juan Pablo Montoya | Roberto Moreno       | Patrick Racing      |
| 10  | Molson Indy Toronto                                      | Hélio Castroneves  | Michael Andretti   | Michael Andretti     | Newman/Haas Racing  |
| 11  | Michigan 500 Presented by Toyota                         | Paul Tracy         | Juan Pablo Montoya | Juan Pablo Montoya   | Chip Ganassi Racing |
| 12  | Target Grand Prix Presented by Energizer                 | Juan Pablo Montoya | Adrián Fernández   | Cristiano da Matta   | PPI Motorsports     |
| 13  | Miller Lite 200                                          | Gil de Ferran      | Dario Franchitti   | Hélio Castroneves    | Team Penske         |
| 14  | Motorola 220                                             | Dario Franchitti   | Paul Tracy         | Paul Tracy           | Team Green          |
| 15  | Molson Indy Vancouver                                    | Dario Franchitti   | Juan Pablo Montoya | Paul Tracy           | Team Green          |
| 16  | Honda Grand Prix of Monterey Featuring The Shell 300     | Hélio Castroneves  | Gil de Ferran      | Hélio Castroneves    | Team Penske         |
| 17  | Motorola 300                                             | Juan Pablo Montoya | Patrick Carpentier | Juan Pablo Montoya   | Chip Ganassi Racing |
| 18  | Texaco/Havoline Grand Prix of Houston                    | Gil de Ferran      | Michael Andretti   | Jimmy Vasser         | Chip Ganassi Racing |
| 19  | Honda Indy 300                                           | Juan Pablo Montoya | Jimmy Vasser       | Adrián Fernández     | Patrick Racing      |
| 20  | Marlboro 500 Presented By Toyota                         | Gil de Ferran      | Hélio Castroneves  | Christian Fittipaldi | Newman/Haas Racing  |

     Óvalo
     Circuito permanente/Circuito callejero

### Campeonato de Pilotos
| Posición Final | Piloto               | MIA | LBH | RIO | MOT | NAZ | MIL | DET | POR | CLE | TOR | MIC | CHI | MDO | ROA | VAN | LAG | GAT | HOU | SUR | FON | Puntos |
| -------------- | -------------------- | --- | --- | --- | --- | --- | --- | --- | --- | --- | --- | --- | --- | --- | --- | --- | --- | --- | --- | --- | --- | ------ |
| 1              | Gil de Ferran        | 6*  | 7*  | 17  | 9   | 1   | 12  | 9   | 1   | 14  | 6   | 18  | 3   | 2   | 25  | 5   | 2   | 8   | 3*  | 23  | 3   | 168    |
| 2              | Adrián Fernández     | 21  | 24  | 1   | 10  | 5   | 8   | 21  | 12  | 7   | 2   | 6   | 5   | 6   | 2   | 3   | 12  | 10  | 7   | 1*  | 5   | 158    |
| 3              | Roberto Moreno       | 2   | 9   | 6   | 3   | 14  | 5   | 17  | 2   | 1*  | 13  | 23  | 6   | 11  | 4   | 10  | 25  | 3   | 11  | 19  | 2   | 147    |
| 4              | Kenny Bräck          | 18  | 17  | 10  | 5   | 3   | 4   | 24  | 6   | 2   | 10  | 22  | 4   | 5   | 3   | 9   | 5   | 11  | 15  | 2   | 13* | 135    |
| 5              | Paul Tracy           | 3   | 1   | 3   | 6   | 10  | 15  | 20  | 18  | 19  | 3   | 7   | 19  | 16  | 1   | 1   | 11  | 18  | 4   | 17  | 24  | 134    |
| 6              | Jimmy Vasser         | 4   | 3   | 2   | 21  | 7   | 13  | 7   | 24  | 8   | 9   | 21  | 8   | 21  | 5   | 6   | 8   | 7   | 1   | 3   | 22  | 131    |
| 7              | Hélio Castroneves    | 25  | 2   | 24  | 13  | 16  | 16  | 1   | 7*  | 21  | 16  | 5*  | 21  | 1*  | 9   | 20  | 1*  | 9   | 5   | 6   | 9   | 129    |
| 8              | Michael Andretti     | 22  | 14  | 9   | 1   | 6   | 2   | 13  | 4   | 4   | 1   | 2   | 2   | 8   | 19  | 12  | 14  | 20* | 13  | 20  | 19  | 127    |
| 9              | Juan Pablo Montoya   | 23  | 19  | 22  | 7*  | 4*  | 1*  | 18* | 17  | 6   | 24  | 1   | 12* | 24  | 16  | 17  | 6   | 1   | 2   | 24  | 10  | 126    |
| 10             | Cristiano da Matta   | 12  | 25  | 4   | 4   | 13  | 14  | 23  | 5   | 3   | 4*  | 17  | 1   | 17  | 13  | 7   | 15  | 4   | 14  | 4   | 25  | 112    |
| 11             | Patrick Carpentier   | 5   |     |     |     | 21  | 3   | 5   | 10  | 5   | 7   | 4   | 14  | 7   | 21  | 24  | 9   | 2   | 19  | 5   | 14  | 101    |
| 12             | Christian Fittipaldi | 7   | 18  | 5   | 11  | 11  | 9   | 19  | 3   | 17  | 17  | 14  | DNS | 3   | 15  | 4   | 10  | 12  | 6   | 15  | 1   | 96     |
| 13             | Dario Franchitti     | 11  | 23  | 11  | 2   | 23  | 6   | 4   | 9   | 13  | 25  | 3   | 20  | 22  | 12  | 2*  | 3   | 24  | 25  | 25  | 23  | 92     |
| 14             | Max Papis            | 1   | 20  | 16  | 8   | 22  | 7   | 2   | 25  | 18  | 8   | 9   | 24  | 4   | 7   | 8   | 16  | 6   | 24  | 16  | 12  | 88     |
| 15             | Oriol Servià         | 19  | 6   | 25  | 24  | 9   | 19  | 3   | 8   | 23  | 11  | 8   | 15  | 10  | 10  | 11  | 17  | 5   | 9   | 91  | 20  | 60     |
| 16             | Alex Tagliani        | 9   | 4   | 13* | 15  | 19  | 22  | 6   | 13  | 16  | 5   | 16  | 9   | 9   | 14* | 18  | 23  | 14  | 16  | 22  | 6   | 53     |
| 17             | Maurício Gugelmin    | 16  | 10  | 21  | 22  | 2   | 11  | 16  | 19  | 10  | 15  | 13  | 7   | 20  | 17  | 21  | 7   | 19  | 23  | 10  | 17  | 39     |
| 18             | Bryan Herta          |     | 5   | 20  |     |     |     |     | 16  | 9   | 18  |     |     |     |     |     | 4   |     |     |     |     | 26     |
| 19             | Tony Kanaan          | 10  | 16  | 18  | 16  | 8   | 10  | DNS |     |     |     | 24  | 16  | 13  | 8   | 14  | 22  | 13  | 10  | 8   | 18  | 24     |
| 20             | Memo Gidley          |     | 21  | 8   | 18  |     |     |     |     |     |     | 10  | 10  | 12  | 6   | 16  | 19  | 22  | 21  |     | 21  | 20     |
| 21             | Mark Blundell        | 13  | 8   | 7   | 19  | 17  | 17  | 11  | 20  | 12  | 22  | 19  | 23  | 14  | 11  | 25  | 13  | 23  | 20  | 11  | 15  | 18     |
| 22             | Michel Jourdain, Jr. | 14  | 11  | 15  | 12  | 18  | 18  | 8   | 23  | 22  | 19  | 15  | 11  | 15  | 18  | 23  | 24  | 16  | 18  | 7   | 11  | 18     |
| 23             | Casey Mears          |     |     |     |     |     |     |     |     |     |     |     |     |     |     |     |     |     |     |     | 4   | 12     |
| 24             | Shinji Nakano        | 8   |     |     | 14  |     | 23  | 15  | 11  | 15  | 14  | 20  | 13  | 19  | 22  | 19  | 26  | 21  | 8   | 21  | 16  | 12     |
| 25             | Tarso Marques        |     | Wth |     | 17  | 12  | 20  | 10  | 15  | 24  | 21  | 12  | 18  | 18  | 23  | 22  | 18  | 15  | 17  | 13  | 7   | 11     |
| 26             | Alex Barron          |     |     |     |     |     |     |     |     |     |     |     |     |     |     | 13  | 21  | 17  | 12  | 14  | 8   | 6      |
| 27             | Luiz Garcia, Jr.     | 17  | 12  | 12  | 23  | 15  | 21  | 22  | 14  | 20  | 12  | 11  | 17  | 25  | 24  | 15  | 20  | 25  | 22  | 12  | DNS | 6      |
| 28             | Norberto Fontana     | 15  | 15  | 23  | Wth | 20  | Wth | 14  | 21  | 11  | 20  |     |     |     |     |     |     |     |     |     |     | 2      |
| 29             | Takuya Kurosawa      | 24  | 13  | 19  | 20  | DNS | Wth | 12  | 22  | 25  | 23  | Wth |     |     |     |     |     |     |     |     |     | 1      |
| 30             | Gualter Salles       | 20  | 22  | 14  |     |     |     |     |     |     |     |     | 22  | 23  | 20  |     |     |     |     |     |     | 0      |
| 31             | Jason Bright         |     |     |     |     |     |     |     |     |     |     |     |     |     |     |     |     |     |     | 18  |     | 0      |
| Pos            | Driver               | MIA | LBH | RIO | MOT | NAZ | MIL | DET | POR | CLE | TOR | MIC | CHI | MDO | ROA | VAN | LAG | GAT | HOU | SUR | FON | Pts    |

| Color          | Result                                             |
| -------------- | -------------------------------------------------- |
| Oro            | Ganador                                            |
| Plata          | Segundo lugar                                      |
| Bronce         | Tercer lugar                                       |
| Verde          | Cuarto y quinto lugar                              |
| Celeste        | 6º-12º lugar (terminó la carrera)                  |
| Azul oscuro    | Finalizó la carrera fuera del Top 12               |
| Violeta        | No finalizó la carrera                             |
| Rojo           | No se clasificó a la carrera (DNQ)                 |
| Marrón         | Retiro del evento (Wth)                            |
| Negro          | Descalificado (DSQ)                                |
| Blanco         | No comenzó la carrera (DNS)                        |
| Sin color      | No participó (DNP)                                 |
| Negrita        | Pole position                                      |
| Cursiva        | Piloto que hizo la vuelta más rápida de la carrera |
| *              | Piloto con más vueltas lideradas                   |
| Novato del Año |                                                    |
| Novato         |                                                    |

### Sistema de puntuación
- Los puntos se otorgan a los pilotos según las posiciones donde terminaron la carrera (independientemente de que si el coche llegó hasta al final de la carrera):

| Posición | 1  | 2  | 3  | 4  | 5  | 6 | 7 | 8 | 9 | 10 | 11 | 12 |
| Puntos   | 20 | 16 | 14 | 12 | 10 | 8 | 6 | 5 | 4 | 3  | 2  | 1  |

Puntos Bonus:
- 1 para el que hizo la Pole Position
- 1 para el quien lideró la mayor cantidad de vueltas

#### Nota
1Oriol Servià fue penalizado, sacando los 4 puntos que obtuvo en Surfers Paradise, debido a su conducción peligrosa en esa carrera

### Copa de Naciones
- Mejor resultado por carrera cuenta para la Copa de la Naciones.

| Pos | País           | MIA | LBH | RIO | MOT | NAZ | MIL | DET | POR | CLE | TOR | MIC | CHI | MDO | ROA | VAN | LAG | GAT | HOU | SUR | FON | Pts |
| --- | -------------- | --- | --- | --- | --- | --- | --- | --- | --- | --- | --- | --- | --- | --- | --- | --- | --- | --- | --- | --- | --- | --- |
| 1   | Brasil         | 2   | 2   | 4   | 3   | 1   | 5   | 1   | 1   | 1   | 4   | 5   | 1   | 1   | 4   | 5   | 1   | 3   | 3   | 4   | 2   | 332 |
| 2   | Estados Unidos | 4   | 3   | 2   | 1   | 6   | 2   | 7   | 4   | 4   | 1   | 2   | 2   | 8   | 5   | 6   | 8   | 7   | 1   | 3   | 4   | 256 |
| 3   | Canadá         | 3   | 1   | 3   | 6   | 10  | 3   | 5   | 10  | 5   | 3   | 4   | 9   | 7   | 1   | 1   | 9   | 2   | 4   | 5   | 6   | 226 |
| 4   | México         | 14  | 11  | 1   | 10  | 5   | 8   | 8   | 12  | 7   | 2   | 6   | 5   | 6   | 2   | 3   | 12  | 10  | 7   | 1   | 5   | 165 |
| 5   | Suecia         | 18  | 17  | 10  | 5   | 3   | 4   | 24  | 6   | 2   | 10  | 22  | 4   | 5   | 3   | 9   | 5   | 11  | 15  | 2   | 13  | 135 |
| 6   | Colombia       | 23  | 19  | 22  | 7   | 4   | 1   | 18  | 17  | 6   | 24  | 1   | 12  | 24  | 16  | 17  | 6   | 1   | 2   | 24  | 10  | 126 |
| 7   | Escocia        | 11  | 23  | 11  | 2   | 23  | 6   | 4   | 9   | 13  | 25  | 3   | 20  | 22  | 12  | 2   | 3   | 24  | 25  | 25  | 23  | 92  |
| 8   | Italia         | 1   | 20  | 16  | 8   | 22  | 7   | 2   | 25  | 18  | 8   | 9   | 24  | 4   | 7   | 8   | 16  | 8   | 24  | 16  | 12  | 88  |
| 9   | España         | 19  | 6   | 25  | 24  | 9   | 19  | 3   | 8   | 23  | 11  | 8   | 15  | 10  | 10  | 11  | 17  | 5   | 9   | 9   | 20  | 64  |
| 10  | Inglaterra     | 13  | 8   | 7   | 19  | 17  | 17  | 11  | 20  | 12  | 22  | 19  | 23  | 14  | 11  | 25  | 13  | 23  | 20  | 11  | 15  | 18  |
| 11  | Japón          | 8   | 13  | 19  | 14  | DNS | 23  | 12  | 11  | 15  | 14  | 20  | 13  | 19  | 22  | 19  | 26  | 21  | 8   | 21  | 16  | 13  |
| 12  | Argentina      | 15  | 15  | 23  | Wth | 20  | Wth | 14  | 21  | 11  | 20  |     |     |     |     |     |     |     |     |     |     | 2   |
| 13  | Australia      |     |     |     |     |     |     |     |     |     |     |     |     |     |     |     |     |     |     | 18  |     | 0   |
| Pos | País           | MIA | LBH | RIO | MOT | NAZ | MIL | DET | POR | CLE | TOR | MIC | CHI | MDO | ROA | VAN | LAG | GAT | HOU | SUR | FON | Pts |

### Copa de Constructores de Chasis
| Pos | Chasis  | Pts |
| --- | ------- | --- |
| 1   | Reynard | 393 |
| 2   | Lola    | 313 |
| Pos | Chasis  | Pts |

### Copa de Marcas de Motores
| Pos | Motor         | Pts |
| --- | ------------- | --- |
| 1   | Ford-Cosworth | 334 |
| 2   | Honda         | 314 |
| 3   | Toyota        | 275 |
| 4   | Mercedes      | 66  |
| Pos | Motor         | Pts |